# Handelsprivilegium
Handelsprivilegium var något som gavs till en stad under medeltiden av den kung som regerade och som gav rätt att idka handel. De hade stor betydelse för vilka städer som utvecklades till viktiga handelsplatser.
I Sverige slopades städernas handelsprivilegier till stor del genom Handelsordningen från 22 december 1846, och i en förordning från 18 juni 1864 släpptes handeln i stort sett helt fri, med undantag för vissa varor.